# Antaeotricha baboquivariensis
Antaeotricha baboquivariensis is een vlinder uit de familie van de sikkelmotten (Oecophoridae). De wetenschappelijke naam van de soort is voor het eerst geldig gepubliceerd in 2013 door Clifford D. Ferris.

## Type
- holotype: "male. 19.VIII.2006. leg. C.D. Ferris."
- instituut: CM, Pittsburgh, Pennsylvania, U.S.A.
- typelocatie: "USA, Arizona, Pima County, Baboquivari Mountains, Brown Canyon, 3880' (1183 m)"